# Laguna Oca del río Paraguay
La laguna Oca constituye un meandro abandonado del río Paraguay ubicado en las proximidades de la Ciudad de Formosa, Argentina. El entorno fue declarado Reserva de Biosfera en septiembre de 2001.
Forma parte de llanura aluvial regida por la acción del río Paraguay y se encuentra constituida por brazos del canal principal, lagunas semilunares, deltas internos, albardones y surcos de sedimentación. 

Es la primera reserva urbana del mundo y cuenta con una extensión total de 10.500 hectáreas.

## Flora
La flora de la reserva está directamente relacionada con la topografía del lugar, determinada a su vez por el nivel y permanencia de inundación. Las áreas más elevadas se caracterizan por la presencia de quebracho colorado chaqueño (Schinopsis balansae), quebracho blanco (Aspidosperma quebracho-blanco), algarrobo negro (Prosopis nigra), guayacán (Caesalpinia paraguariensis), mistol (Ziziphus mistol), algarrobo blanco (Prosopis alba) y chañar (Geoffroea decorticans), entre otros.

En los pastizales, ubicados en terrenos relativamente altos, se encuentran especies herbáceas como la paja colorada (Andropogon lateralis), la cola de zorro (Schizachiryum spicatum) y el espartillo dulce (Elionurus muticus).

En las áreas más propensas a la inundación se encuentran palmares de caranday o palma blanca (Copernicia alba), además de ejemplares aislados de espinillo (Prosopis affinis) y palo piedra (Diplokeleba floribunda).

En los laterales de los cursos de agua se forman selvas en galería caracterizadas por árboles de gran porte como el lapacho rosado (Tabebuia heptaphylla), el espina de corona (Gleditsia amorphoides), el guayaibí (Patagonula americana), el urunday (Astronium balansae), el pindó (Syagrus romanzoffiana), el guaycurú (Capparis flexuosa) y el timbó blanco (Albizia inundata), el chañar de río (Geoffroea striata), entre otros. En estos sectores se encuentran variedad de epífitas, bromelias y trepadoras. 

Las zonas ocupadas por espejos de agua, esteros y bañados presentan abundante y variada flora de tipo acuático.

## Fauna

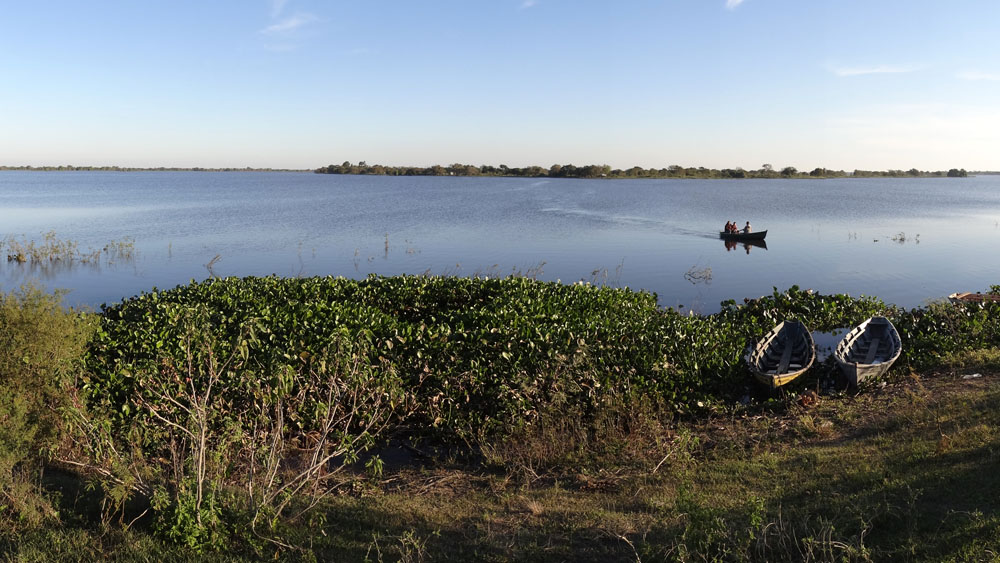
Laguna Oca.

En la reserva pueden encontrarse ejemplares de carpincho, pecarí, yacaré y zorro.

La reserva es hábitat de numerosas especies de aves, entre las que son frecuentes los avistajes de tataupá común (Crypturellus tataupa), Paloma Picazuró (Patagioenas picazuro), Yerutí común (Leptotila verreauxi), Picaflor común (Chlorostilbon lucidus) y bronceado (Hylocharis chrysura), anó chico (Crotophaga ani), Cuervillo cara pelada (Phimosus infuscatus), garcita azulada(Butorides striata), garza mora(Ardea cocoi), biguá (Nannopterum brasilianus), tero común(Vanellus chilensis), tres variedades de martín pescador (Megaceryle torquata), (Chloroceryle amazona) y (Chloroceryle americana), carpintero real común (Colaptes melanolaimus), carancho (Caracara plancus), Bandurria Mora (Theristicus caerulescens), Bandurria Boreal (Theristicus caudatus) y varias decenas de especies de aves cantoras.
Las características del ambiente favorecen la presencia de mariposas, como la tigre de la granadilla (Dryadula phaetusa), espejito (Agraulis vanillae), yuyera (Leptotes cassius), pavo real (Junonia genoveva) y borde de oro (Battus polydamas), entre otras.
Ocasionalmente pueden avistarse grupos de Flamencos Australes (Phoenicopterus chilensis).

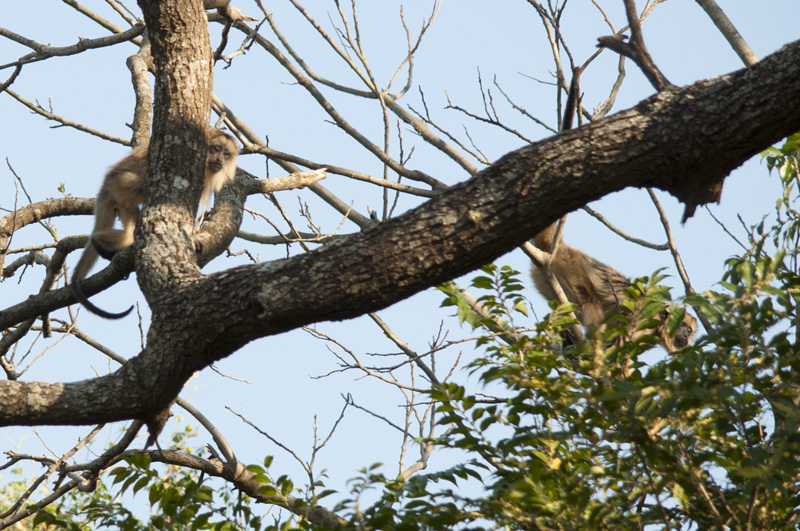
Monos aulladores

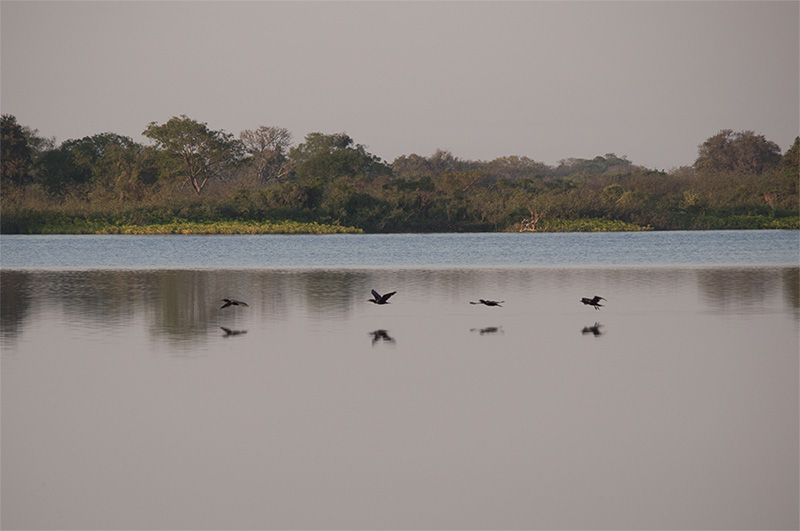
Bandada de biguás sobrevolando la Laguna Oca